# Андрианов, Николай Иванович
Николай Иванович Андрианов — советский хозяйственный, государственный и политический деятель.

## Биография
Родился в 1910 году в Шклове. Член КПСС.
С 1928 года — на хозяйственной, общественной и политической работе. В 1928—1990 гг. — конструктор ОКБ Д. П. Григоровича, конструктор, начальник сектора ОКБ С. А. Кочеригина в ЦАГИ, в составе группы по самостоятельному проектированию, инженер-конструктор ОКБ Н. Н. Поликарпова на заводе № 1 им. ОСОАВИАХИМА, инженер-конструктор в бригаде проектов ОКО во главе с А. И. Микояном и М. И. Гуревичем, эвакуирован в Куйбышев, начальник отдела фюзеляжа завода № 155 НКАП СССР, ведущий конструктор, ведущий инженер ОКБ им. А. И. Микояна.
За создание самолёта МиГ-17 был в составе коллектива удостоен Сталинской премии первой степени в области машиностроения 1952 года.
Умер после 1990 года.